# DUEL

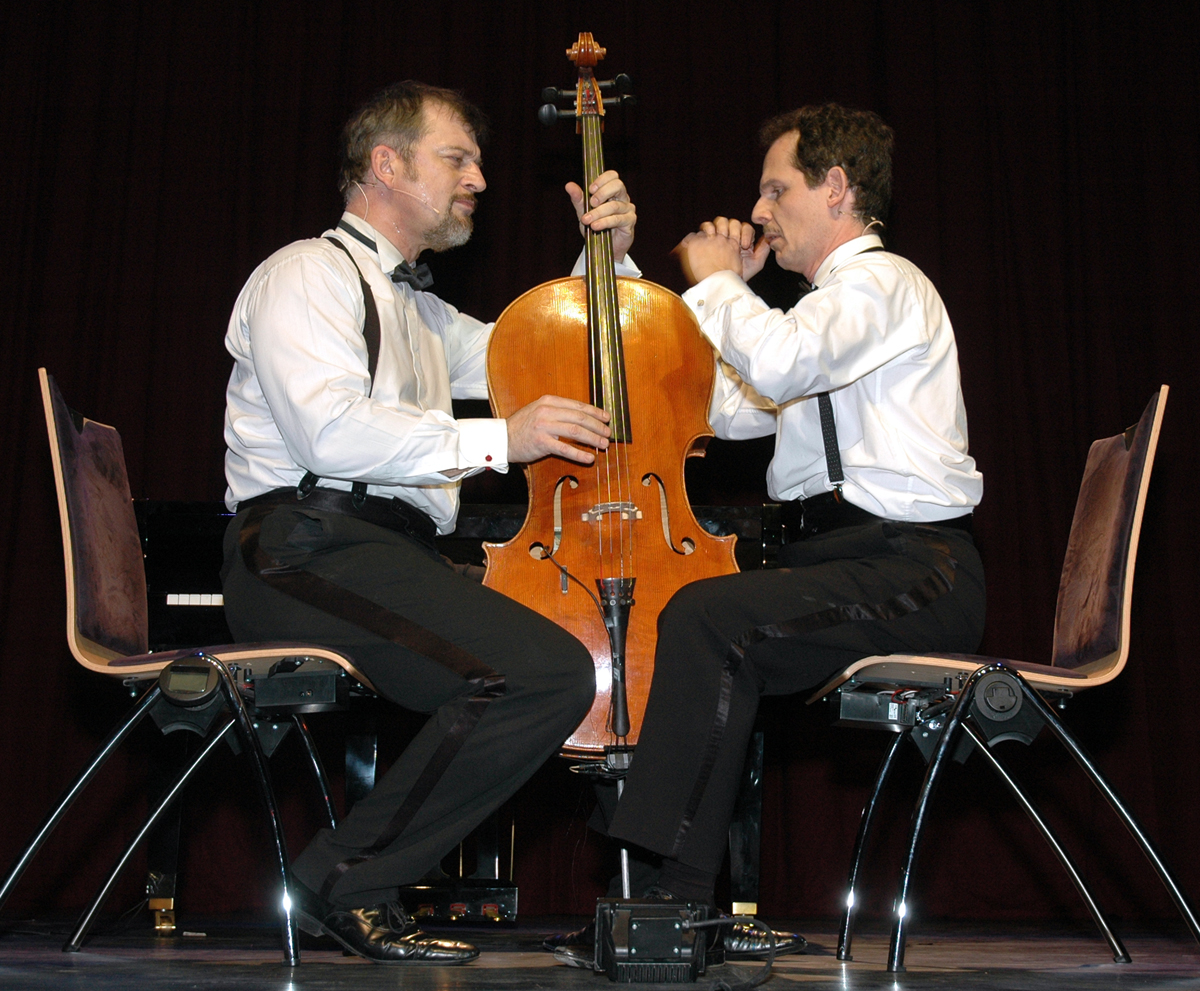
DUEL (Laurent Cirade und Paul Staïcu) bei ihrem Auftritt auf der Internationalen Kulturbörse in Freiburg 2012

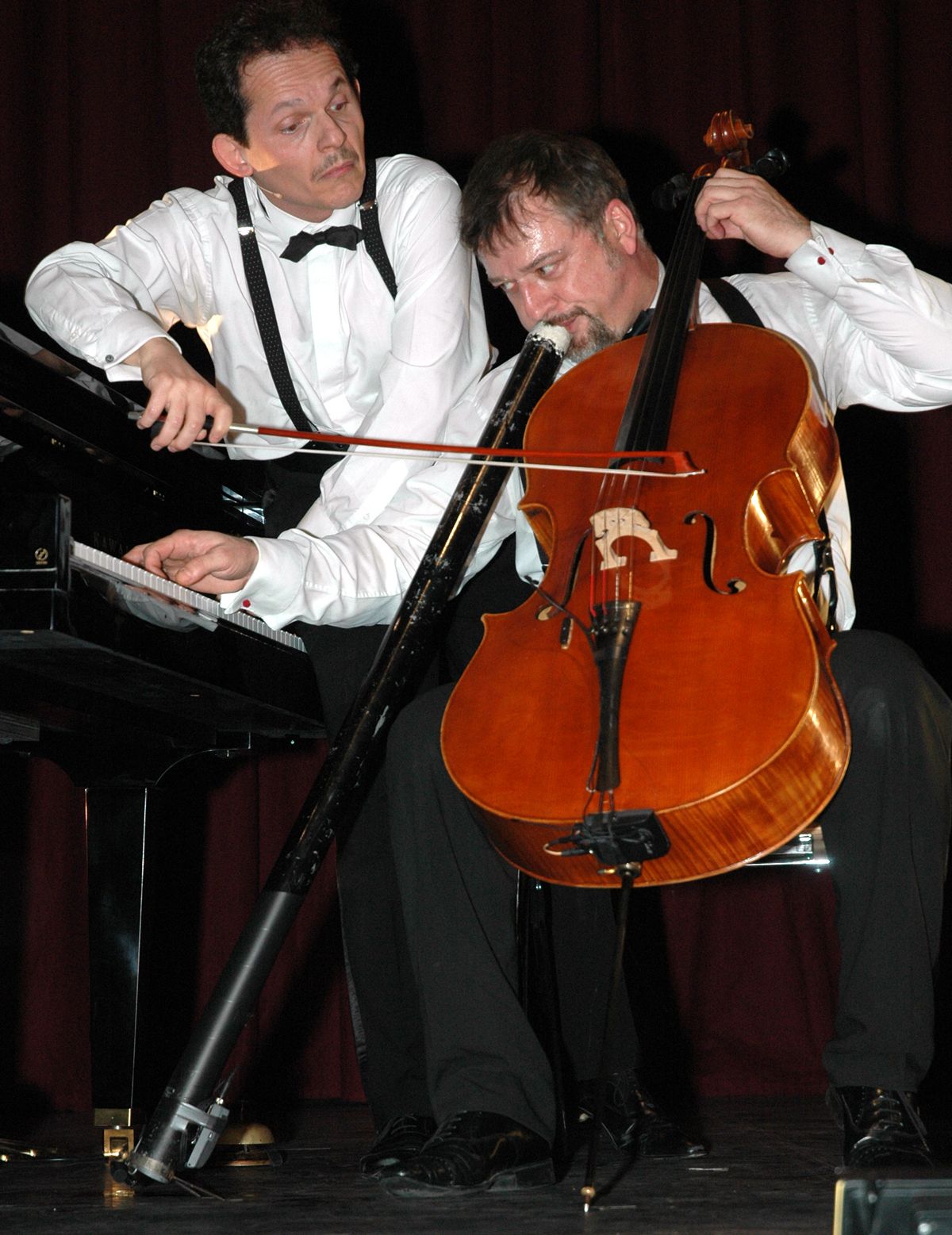
DUEL (Laurent und Paul) Tasten-, Blas- und Saitenakrobatik

DUEL ist eine Musik-Comedy- bzw. Kabarett-Gruppe aus Frankreich, bestehend aus den beiden Musikern Laurent Cirade und Paul Staïcu aus Paris. Beide Musiker haben eine klassische Musikausbildung.

## Auftritte
Ihren ersten gemeinsamen Auftritt hatten die beiden im Herbst 2001 im Chocolat Théâtre in Marseille. Dort spielten sie zwei Monate. Ab Januar 2002 folgte ein viermonatiges Engagement im Sudden Théâtre in Paris. Außerdem folgte ein Gastspiel über 90 Shows im Théâtre des Mathurins, ebenfalls in Paris. Ihre erste größere Tour über 2 Jahre führte sie in die USA und die Schweiz, nach Libanon, England (Edinburgh Festival), Spanien, Belgien und die baltischen Staaten. 2006 spielten sie für sieben Monate im Théâtre des Champs-Élysées. Diese Show wurde auf DVD aufgezeichnet und weltweit über Sony-BMG vertrieben. Danach folgte eine neue Tour mit Stationen in Europa, USA, Venezuela und Mexiko. In Deutschland sind sie unter anderem bei den Ruhrfestspielen, im Theaterhaus Stuttgart und bei Florian Schroeder und Gäste aufgetreten. Am 8. Dezember 2012 spielten DUEL zudem erstmals am Arosa Humor-Festival. 

## Musiker
Laurent Cirade erweiterte seine klassischen Studien mit Maguy Hauchecorne und Herve Derrien. Mit dem National Orchester Frankreich und mit dem Ensemble La Camerata de France spielte er Kammermusik. Cirade arbeitete mit dem Choreographen Maurice Béjart und der Regisseurin Coline Serreau. Er arbeitete 12 Jahre lang mit der Gruppe Quatuor, die er im Jahr 2000 verließ, um anschließend DUEL zu gründen. Seitdem ist er mit Paul Staïcu weltweit unterwegs.
Paul Staïcu wurde in Rumänien geboren. Zunächst studierte er an der Nationalen Musikuniversität Bukarest, wechselte dann aber an das Conservatoire national supérieur de musique et de dansede Paris. Dort wurde er mit zwei Preisen für Komposition und Jazz ausgezeichnet. Er spielte auf großen französischen Festivals wie dem Festival d’Aix-en-Provence. Neben vielen Beteiligungen an Produktionen und CD-Aufnahmen hat er seine eigenen Kompositionen auf der CD Valah (Cristal Records/Melodie) veröffentlicht. An der École Normale de Musique de Paris gründete er seine eigene Jazzklasse.